# Олеат свинца(II)
Олеат свинца(II) — химическое соединение,
соль свинца и олеиновой кислоты
с формулой Pb(C17H33COO)2,
твёрдое или пастообразное вещество,
не растворяется в воде.

## Получение
- Обменная реакция растворов олеата натрия и нитрата свинца:

{\displaystyle {\mathsf {Pb(NO_{3})_{2}+2NaC_{17}H_{33}COO\ {\xrightarrow {}}\ Pb(C_{17}H_{33}COO)_{2}\downarrow +2NaNO_{3}}}}

## Физические свойства
Олеат свинца(II) образует твёрдое или пастообразное вещество.
Не растворяется в воде, растворяется в эфире, петролейном эфире,
слабо растворим в этаноле.

## Применение
- Сиккатив.
- Смазка для высоких давлений.